# Tyrone Pandy
Pour les articles homonymes, voir Pandy.
Tyrone Pandy (né le 14 janvier 1986 au Belize) est un joueur de football international bélizien, qui évolue au poste de défenseur.

## Biographie

### Carrière en sélection
Tyrone Pandy reçoit 10 sélections en équipe du Belize entre 2008 et 2013, sans inscrire de but.
Il joue son premier match en équipe nationale le 22 janvier 2008, contre le Salvador (défaite 0-1). Il reçoit sa dernière sélection le 16 juillet 2013, contre Cuba (défaite 4-0).
Il participe avec l'équipe du Belize à la Gold Cup 2013, organisée aux États-Unis.

## Palmarès
| Belize Defence Force - Championnat du Belize (5) : - Champion : 2009 (Ouverture), 2010 (Clôture) et 2010 (Ouverture). |  | Belmopan Bandits - Championnat du Belize (4) : - Champion : 2013 (Ouverture), 2014 (Clôture), 2014 (Ouverture) et 2016 (Clôture). - Vice-champion : 2015 (Clôture). |